# Tarantói Jón-kanyar

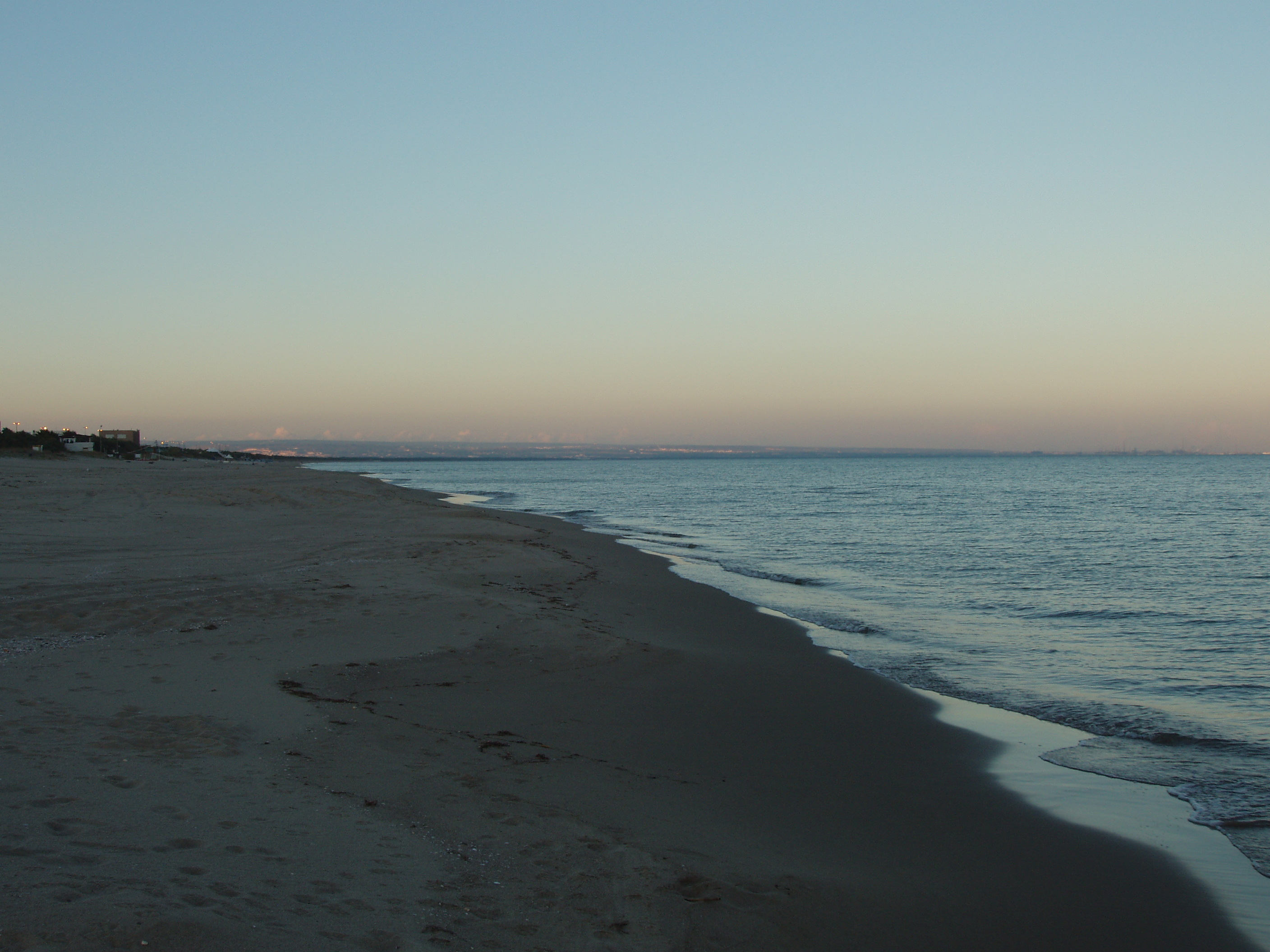
A Tarantói-öböl partja Castellaneta mellett

A Tarantói Jón-kanyar (olaszul Arco Ionico tarantino) egy tájegység Olaszország Puglia régiójában. 
A Tarantói-öböl északi partvidékét foglalja magába a Murge-fennsíktól a Salento vidékéig. Nevét félköríves alakjáról kapta. Elsősorban síkvidék, mely a Murge felé emelkedik. Területét a Lato és Tara folyók szelik át.
Területe (Taranto központtal) a második legsűrűbben lakott vidék Pugliában  a Bari-síkság után.
Települései: Laterza; Ginosa; Castellaneta; Palagianello; Mottola; Palagiano; Massafra; Crispiano; Taranto; Montemesola; Grottaglie; Monteiasi; Carosino; San Giorgio Ionico; Monteparano; Roccaforzata; Faggiano; Lizzano; Leporano; Pulsano; Fragagnano; Sava.

## Fordítás
- Ez a szócikk részben vagy egészben  az   Arco Ionico tarantino című olasz Wikipédia-szócikk ezen változatának fordításán alapul.  Az eredeti cikk szerkesztőit annak laptörténete sorolja fel. Ez a jelzés csupán a megfogalmazás eredetét és a szerzői jogokat jelzi, nem szolgál a cikkben szereplő információk forrásmegjelöléseként.